# Kaiserliches Jagdhaus

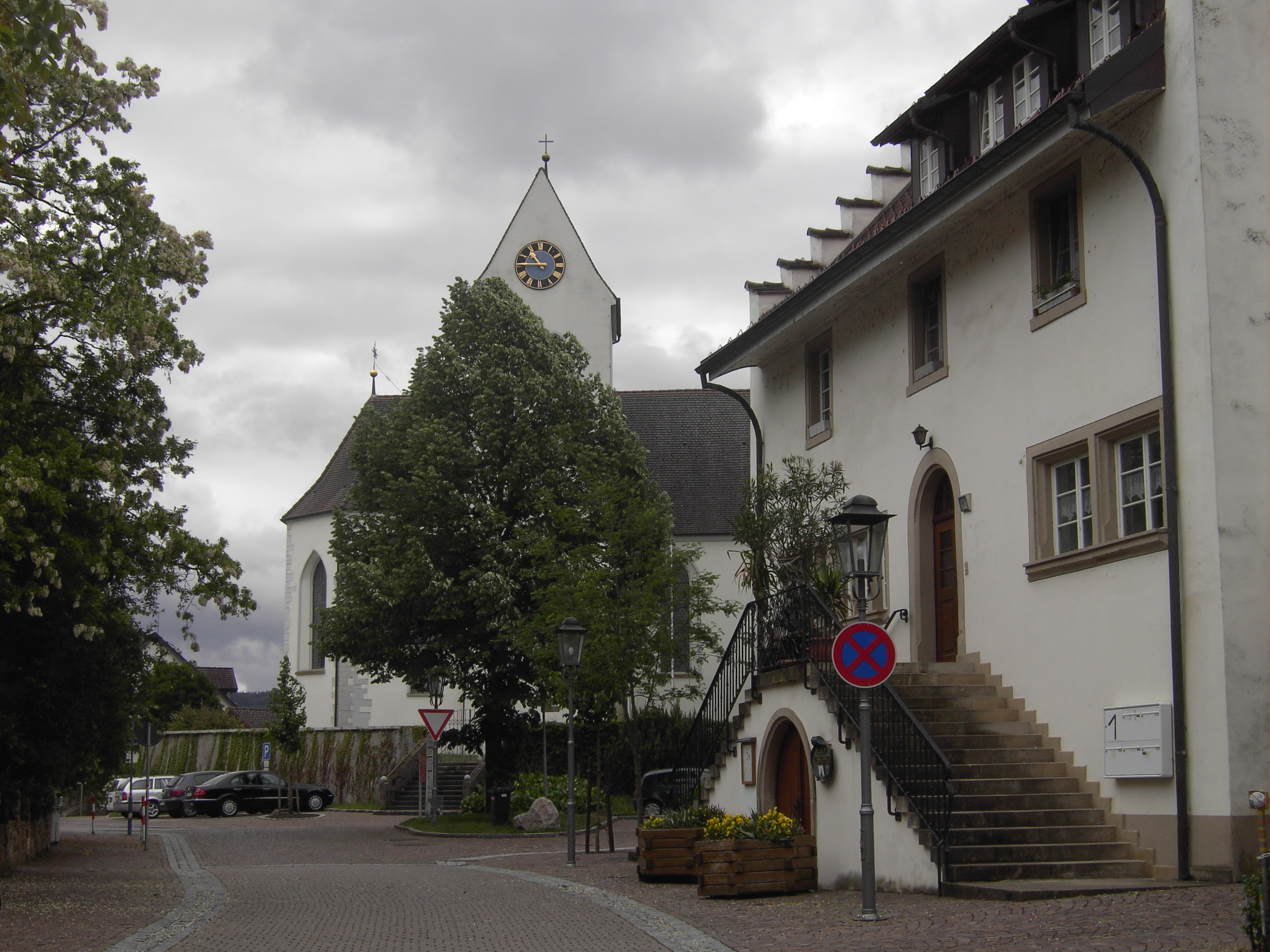
Das Jägerhaus in Rheinheim (Rechts)

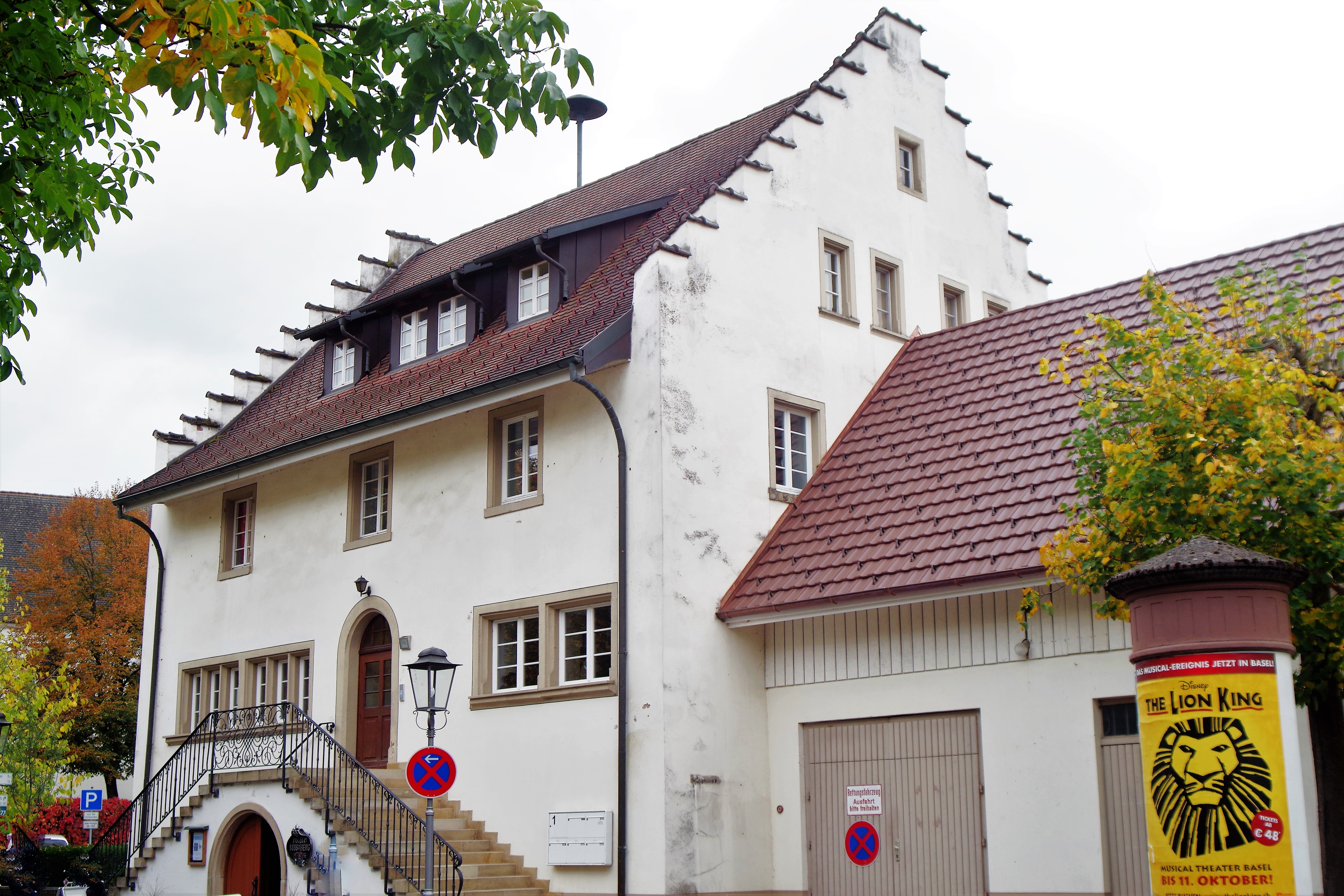
Kaiserliches Jagdhaus mit dem Museum Küssaberg

Als Kaiserliches Jagdhaus, Jägerhaus oder Altes Rathaus wird ein in  Rheinheim im Landkreis Waldshut stehendes spätgotisches Bruchsteinbauwerk mit Treppengiebeln bezeichnet. Im Gewölbekeller befindet sich seit 1985 das Museum Küssaberg.

## Geschichte
Das Eingangsportal über der Freitreppe zeigt das Jahr 1526 in dem das Gebäude erbaut worden sein dürfte. Im ehemaligen Ratssaal im Hochparterre befindet sich vor einer sechsteiligen gotischen Fensterreihe eine reichverzierte gotische Bildsäule. Warum das Schlösschen Kaiserliches Jagdhaus genannt wird, ist offenbar nicht überliefert, der hier angrenzende Rheinübergang macht jedenfalls auch den Aufenthalt bedeutender Persönlichkeiten denkbar. Die Bezeichnung Jägerhaus hingegen dürfte darauf hinweisen das hier ein kaiserlicher Jäger angestellt war.
Der Ort Rheinheim hatte ein eigenes Dorfgericht, das sogenannte Kellergericht, welches für die Orte des Küssenberger Tales zuständig war (außer Reckingen und Kadelburg, die ihre eigenen Dorfgerichte hatten) Bis in das 19. Jahrhundert befand sich hier die ortspolizeiliche Arrestzelle.
Das Dachgeschoss wurde zu Wohnungen ausgebaut, der historische Dachstuhl aus Eichenholz aufwendig restauriert.